# ノン・ノベル
ノン・ノベル（NON NOVEL）は、株式会社祥伝社が発行している新書（ノベルズ）判の小説レーベル。

## 概要
1973年（昭和48年）1月から発行している。レーベル名の「ノン」（否定）には、既成の価値を否定し、小説を通して新しい価値を探っていきたいという思いが込められている。なお、同レーベル創刊の2年1ヶ月前には姉妹シリーズのノン・ブックが創刊されている。ミステリー作品やサスペンス作品の他、伝奇小説、アクション小説、時代小説など様々なジャンルの小説が刊行されている。祥伝社や他社から発行された単行本のノベルス化や書き下ろし作品の他、同社が発行する月刊小説誌「小説NON」に連載された作品が収録されるケースもある。後に、祥伝社文庫に収録されることが多い。カバーや奥付には、熊をモチーフにした祥伝社のマスコットキャラクター、のんたのイラストとNON NOVELの文字が入っている。1996年には、伊坂幸太郎『陽気なギャングが地球を回す』（受賞時タイトル「悪党たちが目にしみる」）が第13回サントリーミステリー大賞佳作賞を受けている。また、同作を第1作とする陽気なギャングシリーズは、累計180万部を突破している。東野圭吾『同級生』、田中芳樹『紅塵』、内田康夫『十三の墓標』などのように、ノン・ノベル四六判として刊行されるケースもある。

## 主な収録作家
以下の作家が主に収録されている。
- 平井和正 - ウルフガイシリーズ、アダルト・ウルフガイシリーズ
- 菊地秀行 - 魔界都市ブルースシリーズ
- 夢枕獏 - サイコダイバー・シリーズ
- 西村京太郎 - 十津川警部シリーズ
- 梓林太郎 - 茶屋次郎シリーズ
- 今野敏 - 秘拳水滸伝シリーズ
- 石持浅海 - 碓氷優佳シリーズ
- 上遠野浩平 - ソウルドロップシリーズ
- 篠田真由美 - 龍の黙示録シリーズ
- 伊坂幸太郎 - 陽気なギャングシリーズ
- 柄刀一 - 天地龍之介シリーズ
- 広山義慶 - 女喰いシリーズ
- 綾辻行人 - 囁きシリーズ
- 京極夏彦 - 『厭な小説』